# Sarayköy (district)
Sarayköy is een Turks district in de provincie Denizli en telt  29.739 inwoners (2014). Het district heeft een oppervlakte van 504 km².
De bevolkingsontwikkeling van het district is weergegeven in onderstaande tabel.
| 1997   | 2000   | 2007   | 2014   |
| ------ | ------ | ------ | ------ |
| 33.407 | 36.495 | 30.028 | 29.739 |

## Geboren in Sarayköy
- Sezen Aksu (1954), singer-songwriter